# 트루 크라임 (1999년 영화)
《트루 크라임》(영어: True Crime)은 미국에서 제작된 1999년 미스터리 스릴러 영화이다. 클린트 이스트우드가 연출, 제작, 주연을 맡았다.

## 줄거리
알코올 의존증에서 회복 중인 캘리포니아주 오클랜드 기자 스티브는 동료 미셸이 사망한 후 미셸이 맡았던 사형수 프랭크 비첨 취재를 이어받는다. 스티브는 프랭크가 누명을 썼다는 강한 의심을 품지만, 주지사에게서 형 집행 정지를 받아내기 위해서는 명백한 반박 증거가 필요하며, 프랭크의 사형은 앞으로 12시간 밖에 남지 않았다.

## 출연진
- 클린트 이스트우드 - 스티브 에버렛 역
- 아이제이아 워싱턴 - 프랭크 루이스 비첨 역
- 데니스 리리 - 밥 핀들리 역: 편집자.
- 라일라 로빈스 - 퍼트리샤 핀들리 역: 스티브와 불륜 중인 밥의 아내.
- 리사게이 해밀턴 - 보니 비첨 역: 프랭크의 아내.
- 제임스 우즈 - 앨런 맨 역: 편집국장.
- 버나드 힐 - 루서 플렁킷 교도소장 역
- 다이앤 버노라 - 바버라 에버렛 역: 스티브의 아내.
- 프랜체스카 이스트우드 - 케이트 에버렛 역
- 머리사 리비시 - 에이미 윌슨 역: 피살자.
- 마이클 매키언 - 실러먼 목사 역
- 메리 매코맥 - 미셸 지글러 역
- 마이클 지터 - 데일 포터하우스 역
- 프랜시스 피셔 - 서실리아 누스바움 지방 검사 역
- 루시 류 - 장난감 가게 직원 역
- 콜먼 도밍고 - 월리 카트라이트 역
- 시드니 타미아 포이티어 - 제인 마치 역
- 프랜시스 리 매케인 - 로언스틴 부인 역
- 디나 이스트우드 - 윌마 프랜시스 역
- 크리스틴 에버솔 - 브리짓 로시터 역
- 그레이엄 베컬 - 아널드 매카들 역
- 앤서니 저비 - 헨리 로언스틴 역
- 낸시 자일스
- 에릭 킹
- 존 핀

## 기타 제작진
- 배역: 필리스 허프먼
- 미술: 헨리 범스테드

## 우리말 녹음
SBS 성우진 (2006년 9월 23일)
- 송두석 - 스티브 에버렛 (클린트 이스트우드)
- 송준석 - 프랭크 루이스 비첨 (아이제이아 워싱턴)
- 손정아 - 바버라 에버렛 (다이앤 버노라)
- 이성
- 김순선
- 이종구
- 이봉준
- 차명화
- 김수중
- 문선희
- 장주영
- 조예신
- 한수림